# 木撒
木撒（波斯語：‎，羅馬化：Musa Khan），蒙古人，拜都之孙，伊兒汗國的第十一任君主。在阿儿巴被杀后两天后的4月12日，在巴格达城主阿里拥立下继承汗位，汗位從阿里不哥系重新轉移到旭烈兀系。
木撒只是阿里的傀儡。札剌亦儿王朝谢赫·大哈散王公进攻巴格达，木撒逃跑，阿里被杀。
| 前任： 阿儿巴 | 蒙古伊兒汗國君主 1336年－1338年 | 繼任： 麻合马 |